# Hypsiboas picturatus
Hypsiboas picturatus és una espècie de granota que viu a Colòmbia i l'Equador.
Està amenaçada d'extinció per la pèrdua del seu hàbitat natural.